# Famille von Auerswald
 (août 2024).
La famille von Auerswald est une ancienne famille noble de Misnie dont la maison mère du même nom se trouve à Auerswalde près de Chemnitz.

## Histoire
La famille est mentionnée pour la première fois dans un document le 21 janvier 1263 avec Otto de Urswalde. La lignée directe commence avec Fabian von Auerswald, seigneur d'Auerswald et conseiller du prince électeur de Saxe, dont les petits-fils Bernhard, chevalier de l'ordre teutonique, et Fabian von Auerswald (de) (1462-après 1540) arrivent en Prusse vers 1500.
Le fils aîné de Fabian von Auerswald, Hans Kaspar, marié à une von Amsdorf (de), est l'ancêtre de la plus ancienne lignée saxonne de la famille, qui s'est éteinte vers 1750 avec le surintendant Hans Christoph Cäsar von Auerswald et ses frères. Le plus jeune fils de Fabian, Jakob, laisse 12 fils et 10 filles. Parmi eux, Christoph Cäsar (né en 1498) devient l'ancêtre de la jeune lignée saxonne, qui s'est éteinte avec son arrière-petit-fils Ernst von Auerswald.
Fabian von Auerswald lui-même est l'ancêtre de la lignée prussienne. Ses deux petits-fils Hans (mort en 1608) et Georg fondent la lignée Plauth et Tromanu.

## Blason

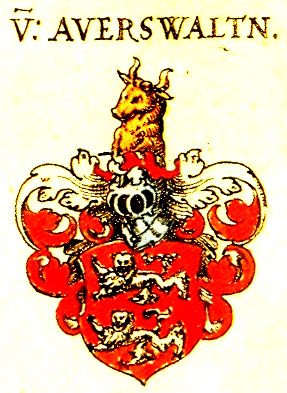
Armoiries de la famille von Auerswald (Armoiries de Siebmacher v. 1605)

Les armoiries montrent deux léopards argentés l'un au-dessus de l'autre de gueules. Sur le casque aux lambrequins de gueules et argentés, un aurochs (de) d'argent.[réf. nécessaire]

## Personnalités
- Alfred von Auerswald (1797–1870), directeur général du paysage prussien et homme politique
- Annemarie von Auerswald (de) (1876-1945), écrivain
- Fabian von Auerswald (de) (1462-après 1540), auteur d'un classeur à anneaux allemand et d'un livre d'escrime, ancêtre de la famille prussienne
- Hans Jakob von Auerswald (1757-1833), fonctionnaire prussien
- Hans von Auerswald (1792-1848), général de division prussien, député du Parlement de Francfort
- Rudolf von Auerswald (1795-1866), ministre-président prussien
- Achatius von Auerswald (1818-1883), juge et avocat administratif prussien, député du Reichstag de la confédération de l'Allemagne du Nord
- Adalbert von Auerswald (de) (1822-1870), officier prussien